# サトゥ・ヴァンスカ
サトゥ・ユリコ・ヴァンスカ（フィンランド語: Satu Yuriko Vänskä、1979年 6月6日 - ）は、フィンランド出身のヴァイオリニスト。後にオーストラリア国籍を取得している。ミドルネームのユリコは日本名であり、日本で出生し幼少時を過ごしている。

## 幼少時代
ヴァンスカの両親は、フィンランド人のルター派の宣教師であった。日本の徳島県で5人兄弟の4番目の子として生まれ、従兄の影響を受けて3歳で初めてヴァイオリンのレッスンを受けた。1989年に家族と共にフィンランドに戻り、ラハティ音楽院とシベリウス音楽院でペルッティ・スティネンに師事した。11歳の時、クフモ・ヴァイオリン学校に合格し、イリヤ・グルベート、ジナイダ・ギレリス、パヴェル・ヴェルニコフのマスタークラスを受講し、この他にクフモ室内楽音楽祭に参加し、クフモ・ヴィルトゥオシ室内管弦楽団とも共演した。この他に10代の頃、ヴァンスカはドイツ・ミュンヘンにあるミュンヘン音楽・演劇大学でヴァイオリンを学んでいる。
ミュンヘン・フィルハーモニー管弦楽団やバイエルン放送交響楽団と共演しているほか、トゥースランヤルヴィ音楽祭やフェスティボ・アシャウでも演奏している。1997年からは、ミュンヘン音楽・演劇大学のアナ・チュマチェンコの生徒となり、2001年に卒業した。
1998年には、ラハティ交響楽団によるヤング・ソリスト・オブ・ザ・イヤーを受賞している。

## キャリア
2009年初頭、ヴァンスカはシドニー音楽院のセンセーショナル・サンデー・コンサート・シリーズの立ち上げを支援し、ベートーヴェンのヴァイオリンソナタ第9番を演奏した。
ヴァンスカは2021年10月現在、オーストラリア室内管弦楽団の首席ヴァイオリニストである。
トンマーゾ・バレストリエリが制作したヴァイオリンを使用していた。2011年には、彼女はオーストラリアで唯一のアントニオ・ストラディバリ製のヴァイオリン所有者となった。

## 私生活
ヴァンスカは、オーストラリア室内管弦楽団のヴァイオリニスト兼芸術監督であるリチャード・トネッティと結婚している。